# Charakteristische Klasse
Eine charakteristische Klasse ist ein mathematisches Objekt aus der Differentialtopologie. Sie ist eine topologische Invariante eines Vektorbündels und kann durch eine Differentialform dargestellt werden.
Eine charakteristische Klasse beschreibt mehr oder weniger die „Verdrehtheit“ eines Bündels, so entspricht die charakteristische Klasse eines trivialen Bündels meistens dem Eins-Element.

## Definition
Sei {\displaystyle k=\mathbb {R} } oder {\displaystyle \mathbb {C} }. Ist {\displaystyle \pi \colon E\to X} ein Vektorbündel mit Faser {\displaystyle V\simeq k^{n}} und {\displaystyle BG} die Graßmann-Mannigfaltigkeit {\displaystyle G_{n}(k^{\infty })}, so lässt sich eine bis auf Homotopie eindeutige Abbildung {\displaystyle f\colon X\to BG} definieren, die durch eine Bündelabbildung {\displaystyle F\colon E\to \gamma ^{n}} in das tautologische Bündel über {\displaystyle BG} überlagert wird.
Sei {\displaystyle R} ein kommutativer Ring mit Eins-Element. Zu jeder Kohomologieklasse {\displaystyle c\in H^{*}(BG;R)} ist die charakteristische Klasse {\displaystyle c(E)} definiert durch
{\displaystyle c(E):=f^{*}(c)\in H^{*}(X;R)\,.}

## Motivation
Ein n-dimensionales Vektorbündel {\displaystyle \pi \colon E\to X} ist genau dann trivial, wenn seine klassifizierende Abbildung {\displaystyle f\colon X\to BG} nullhomotop (homotop zu einer konstanten Abbildung) ist.  Diese Bedingung ist aber schwer zu überprüfen. Leichter zu überprüfen ist, ob die induzierten Abbildungen in Homologie oder Kohomologie trivial sind und genau dies wird von charakteristischen Klassen gemessen.

## Beispiele
- Stiefel-Whitney-Klassen von reellen Vektorbündeln
- Euler-Klasse von orientierten reellen Vektorbündeln
- Chern-Klassen von komplexen Vektorbündeln
- Pontrjagin-Klassen von reellen Vektorbündeln

## Prinzipalbündel
Allgemeiner kann man charakteristische Klassen von Prinzipalbündeln definieren. Jeder Kohomologieklasse {\displaystyle c\in H^{*}(BG)} des klassifizierenden Raumes {\displaystyle BG} der Lie-Gruppe {\displaystyle G} entspricht eine charakteristische Klasse von {\displaystyle G}-Prinzipalbündeln {\displaystyle \pi :P\rightarrow B}. Diese wird definiert durch {\displaystyle c(P):=f^{*}(c)\in H^{*}(B)}, wobei {\displaystyle f:B\rightarrow BG} die klassifizierende Abbildung von {\displaystyle \pi } ist.
Im Falle von {\displaystyle G=GL(n,\mathbb {R} )} oder {\displaystyle G=GL(n,\mathbb {C} )} entsprechen die charakteristischen Klassen von {\displaystyle G}-Prinzipalbündeln den charakteristischen Klassen der assoziierten Vektorbündel.
Umgekehrt kann man zu jedem mit einer Metrik versehenen (reellen oder komplexen) Vektorbündel das Rahmenbündel als Prinzipalbündel (mit Strukturgruppe {\displaystyle G=GL(n,\mathbb {R} )} oder {\displaystyle G=GL(n,\mathbb {C} )}) betrachten, dessen charakteristische Klassen den charakteristischen Klassen des Vektorbündels entsprechen.
Charakteristische Klassen von Prinzipalbündeln lassen sich mittels Chern-Weil-Theorie aus der Krümmungsform eines Zusammenhanges berechnen. Insbesondere verschwinden die charakteristischen Klassen flacher Bündel. Für diese kann man dann sekundäre charakteristische Klassen definieren.